# Sund (logik)
Inom logik och argumentationsanalys är ett logiskt sunt argument ett sådant argument vars slutsats logiskt följer från premisserna och premisserna dessutom är sanna.